# (2268) Szmytowna
(2268) Szmytowna es un asteroide perteneciente al cinturón de asteroides, descubierto el 6 de noviembre de 1942 por Liisi Oterma desde el Observatorio de Iso-Heikkilä, en Turku, Finlandia.

## Designación y nombre
Designado provisionalmente como 1942 VW. Fue nombrado Szmytowna en honor a la química polaca Maria Szmytówna.